# Praeacrospila melanoproctis
Praeacrospila melanoproctis är en fjärilsart som beskrevs av George Francis Hampson 1899. Praeacrospila melanoproctis ingår i släktet Praeacrospila och familjen Crambidae. Inga underarter finns listade i Catalogue of Life.